# Apollo–20
Az Apollo-program egyik törölt missziója, a programban fel nem használt Saturn V
hordozórakétákat a Skylab pályára állítása, majd a közös amerikai-szovjet (Szojuz–Apollo-program) során használták fel. A program hátralévő részét az érdeklődés hiánya miatt törölték. Az Apollo-programot eredetileg 20, később költségvetési okok miatt 18 küldetésesre tervezték. Végül 17 küldetést hajtottak végre.

## Kijelölt személyzet
- Charles Conrad parancsnok
- Paul J. Weitz parancsnokimodul-pilóta
- Jack Lousma holdkomppilóta